# Gaetano Pollio

Erzbischofswappen von Gaetano Pollio

Gaetano Pollio (* 30. Dezember 1911 in Meta di Sorrento, Metropolitanstadt Neapel, Italien; † 13. März 1991 in Salerno) war ein italienischer römisch-katholischer Missionar und Bischof. Während seines Wirkens in China saß er von 1948 bis 1951 in Haft.

## Leben
Pollio wurde ein Jahr nach seiner Priesterweihe am 22. September 1934 vom Päpstlichen Institut für die auswärtigen Missionen als Missionar ins chinesische Kaifeng entsandt.
Papst Pius XII. ernannte ihn am 12. Dezember 1946 zum Erzbischof von Kaifeng. Die Bischofsweihe spendete ihm am 13. April 1947 der spätere Kardinal Antonio Riberi, seinerzeit Apostolischer Nuntius in China. Mitkonsekratoren waren Mario Civelli und Pietro Massa, die beide als Bischöfe in China wirkten. Nachdem sich die Kommunisten im Juni 1948 in Kaifeng durchsetzten, wurde Gaetano Pollio noch im selben Jahr verhaftet. Nachdem er drei Jahre später freikam, kehrte er im Oktober 1951 nach Italien zurück, blieb aber bis 1960 Erzbischof von Kaifeng.
Am 8. September 1960 ernannte ihn Papst Johannes XXIII. zum Erzbischof von Otranto, was er bis zu seiner Ernennung zum Erzbischof von Salerno am 5. Februar 1969 blieb. Von 1962 bis 1965 nahm er als Konzilsvater am Zweiten Vatikanischen Konzil teil. Im August 1973 wurde Pollio zudem zum Bischof von Campagna ernannt.
Papst Johannes Paul II. nahm am 20. Oktober 1984 seinen krankheitsbedingten Rücktritt von allen Ämtern an. Gaetano Pollio starb 1991 im Alter von 79 Jahren.